# Joachim Godske Moltke
Joachim Godske Moltke (25 luglio 1746 – 5 ottobre 1818) è stato un politico danese, primo ministro della Danimarca dal 1814 al 1818.
Figlio del diplomatico danese Adam Gottlob Moltke, è il padre del primo primo ministro della monarchia costituzionale danese Adam Wilhelm Moltke